# Mušenice
Mušenice je přírodní rezervace v lokalitě Rašovice u Bučovic v okrese Vyškov. Rezervace byla zřízena vyhláškou PZ ONV Vyškov ze dne 28. června 1990. Leží jihozápadně od města Bučovice. Důvodem ochrany je zachování společenstev xerotermních rostlinných druhů a druhově bohatých společenstev světlých hájů.